# Sigisfredo Mair
Sigisfredo Mair   (Toblach, 18 d'abril de 1939 - Toblach, 15 de maig de 1977) fou un conductor de luge italià que va competir entre finals de la dècada de 1950 i començaments de la de 1970. El seu germà Ernesto Mair també fou un destacat conductor de luge.
Durant la seva carrera esportiva va prendre part en tres edicions dels Jocs Olímpics d'Hivern. El 1964, als Jocs d'Innsbruck, guanyà la medalla de bronze en la prova per parelles del programa de luge junt a Walter Außerdorfer. També va disputar, sense sort, les proves de luge als Jocs de Grenoble de 1968 i de Sapporo de 1972.
En el seu palmarès també destaca una medalla de bronze en la prova per parelles al Campionat del món de luge de 1967 i diversos campionats nacionals. El 1967 es va casar amb Aloisia Nöckler, germana de l'esquiador italià Bruno Nöckler, amb qui va tenir quatre fills. Va morir en un accident de cotxe el 1977.